# Upis
Upis är ett släkte av skalbaggar som beskrevs av Fabricius 1792. Upis ingår i familjen svartbaggar.
Släktet innehåller bara arten Upis ceramboides.

## Bildgalleri

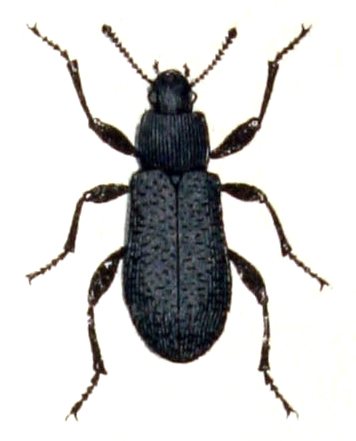